# Billbergia leptopoda
Espèce
Classification phylogénétique
Billbergia leptopoda est une espèce de plantes à fleurs de la famille des Bromeliaceae, endémique du Brésil.

## Distribution
L'espèce est endémique du Brésil et se rencontre dans les États de Bahia, du Minas Gerais et d'Espírito Santo.

## Description
L'espèce est épiphyte .

## Galerie

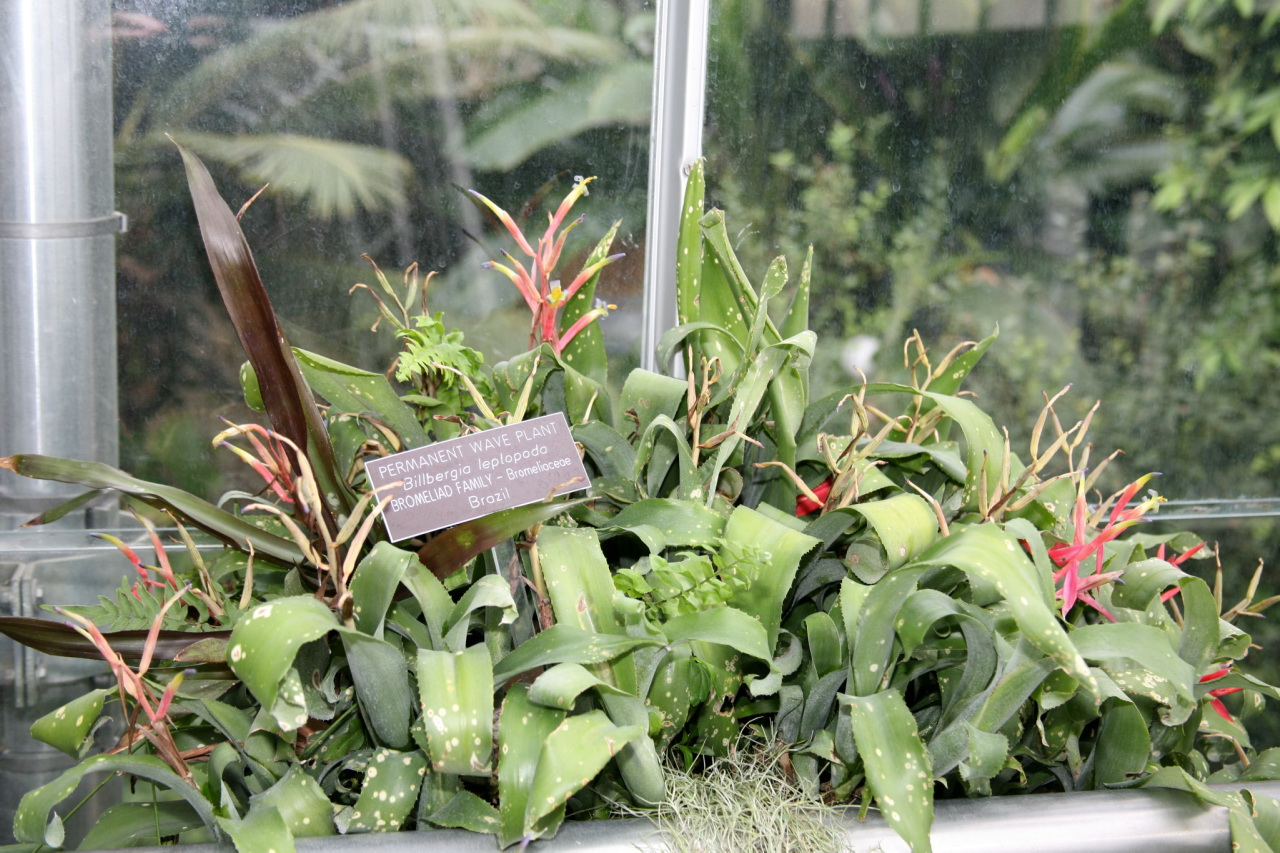
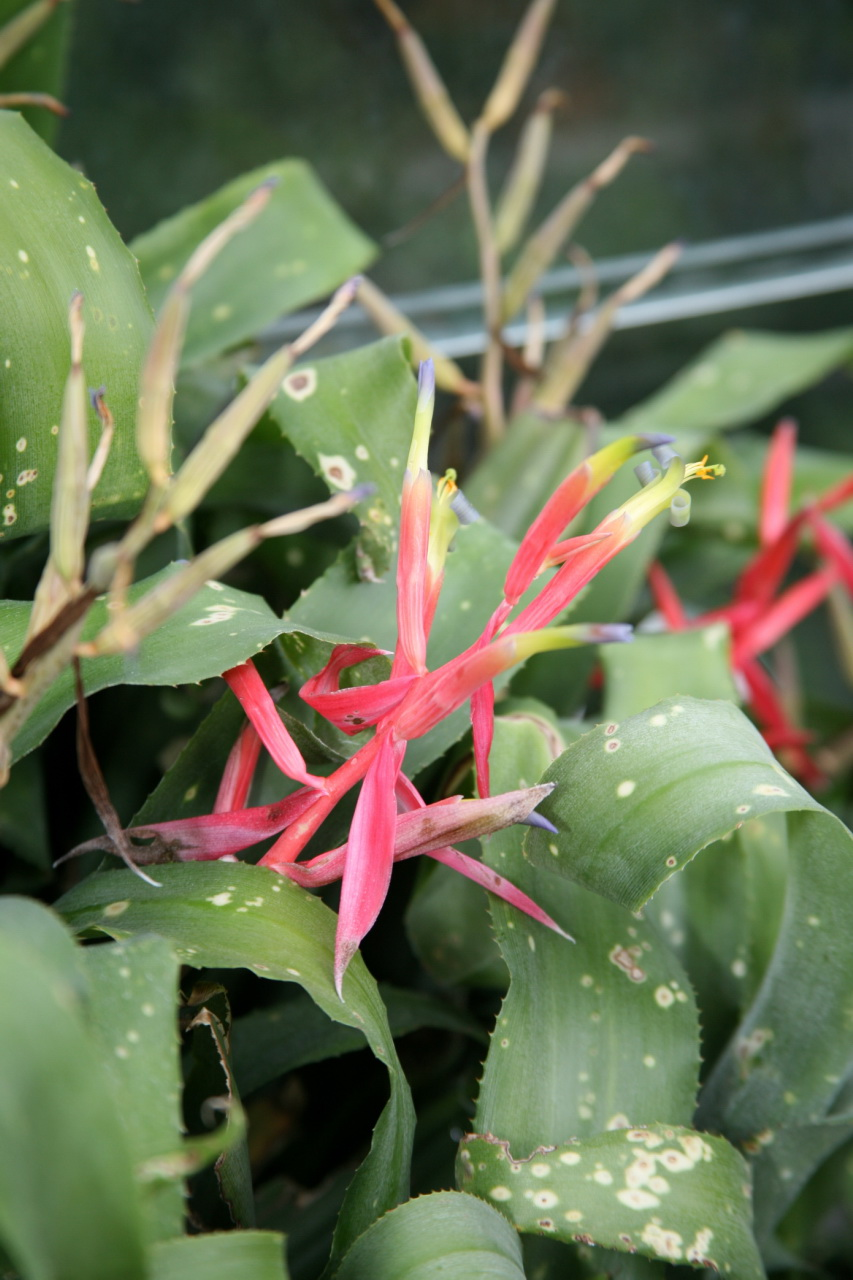
Inflorescence.